# Generalstaatsanwaltschaft Saarbrücken

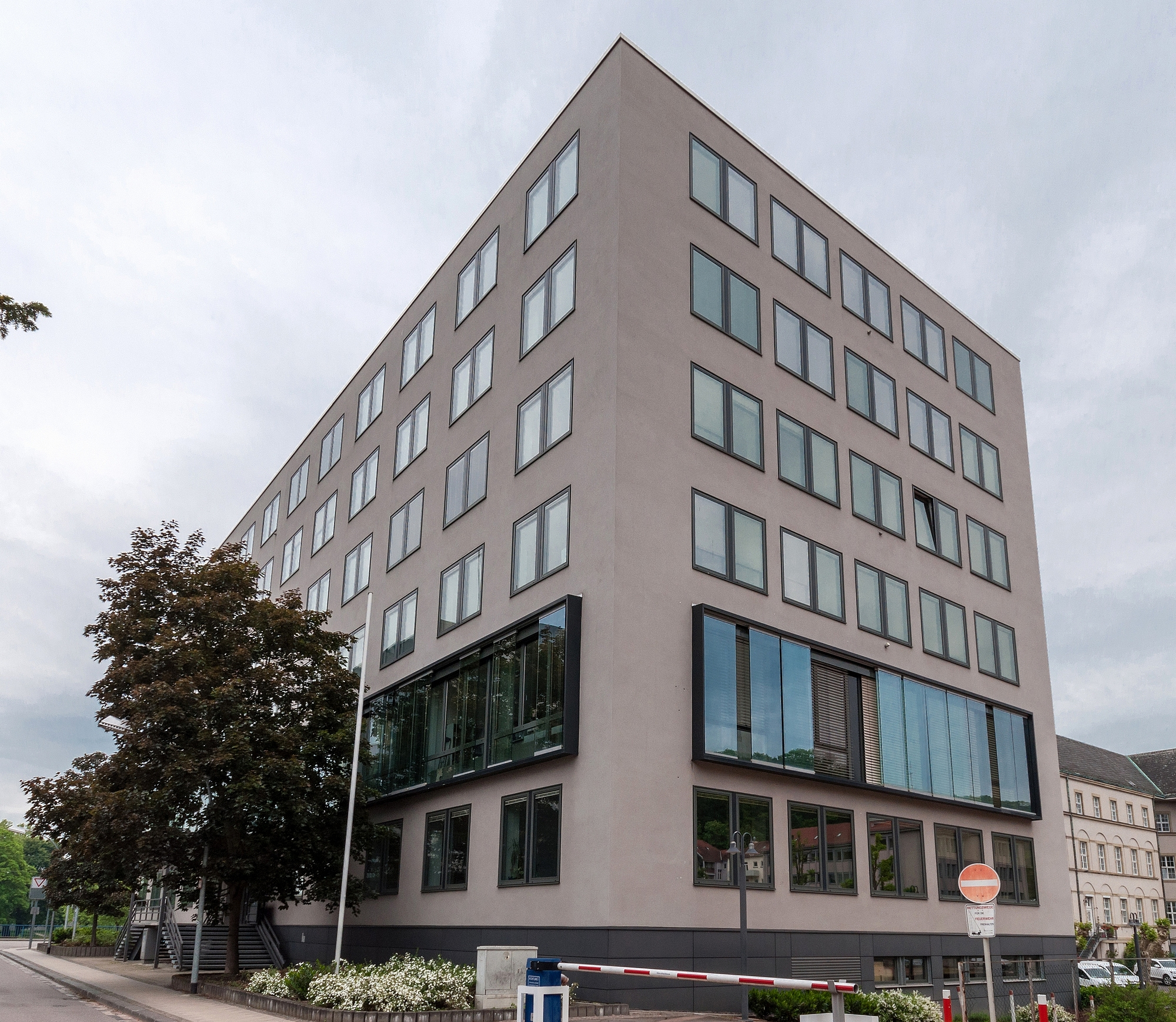
Gemeinsames Gebäude der Generalstaatsanwaltschaft Saarbrücken und der Staatsanwaltschaft Saarbrücken

Die Generalstaatsanwaltschaft Saarbrücken ist eine von 24 Generalstaatsanwaltschaften in der Bundesrepublik Deutschland und die einzige im Saarland.

## Generalstaatsanwälte
- Ralf-Dieter Sahm (2001–2013)
- Margot Burmeister (2013–2017)[1]
- Günter Matschiner (2017–2022)[2]
- Manfred Kost (seit 15. Januar 2023)[3]

## Sitz
Die Generalstaatsanwaltschaft hat ihren Sitz in Saarbrücken. Das Gebäude befindet sich in der Zähringerstraße 12.

## Bezirk
Die Generalstaatsanwaltschaft Saarbrücken ist im gesamten Bundesland Saarland zuständig.

## Übergeordnete Behörde
Das Ministerium der Justiz ist die übergeordnete Behörde der Generalstaatsanwaltschaft Saarbrücken.

## Aufgaben
Die Generalstaatsanwaltschaft Saarbrücken hat folgende Aufgaben:
- Fach- und Dienstaufsicht über die Staatsanwaltschaft Saarbrücken
- Mitwirkung bei Verfahren vor dem Saarländischen Oberlandesgericht
- Zentralstelle zur Bekämpfung des Terrorismus und der gegen die freiheitlich-demokratische Grundordnung gerichteten Kriminalität (SaarZET)
- Auslieferungsverfahren
- Gnadenverfahren
- Berufsgerichtliche Verfahren
- Entschädigung für Strafverfolgung

## Staatsanwaltschaft Saarbrücken
Die Staatsanwaltschaft befindet sich ebenfalls in der Zähringstraße 12. Die Behörde beschäftigt 218 Mitarbeiter, davon zehn Oberstaatsanwälte und 70 Staatsanwälte.  Der Leitende Oberstaatsanwalt der Staatsanwaltschaft in Saarbrücken ist seit dem 29. April 2021 Bernd Weidig, sein Vertreter ist  Oberstaatsanwalt Dominik Ohlmann.